# Burg Ehrenfels (Bayern)
Die Burg Ehrenfels ist die Ruine einer hochmittelalterlich bis neuzeitlichen Adelsburg im Markt Beratzhausen im oberpfälzischen Landkreis Regensburg in Bayern, Deutschland. Die Anlage ist unter der Aktennummer D-3-75-118-24 als Baudenkmal von Haderlsdorf verzeichnet. „Archäologische Befunde im Bereich der mittelalterlichen Burgruine ‚Ehrenfels‘“ werden zudem als Bodendenkmal unter der Aktennummer D-3-6836-0043 geführt.

## Geographische Lage

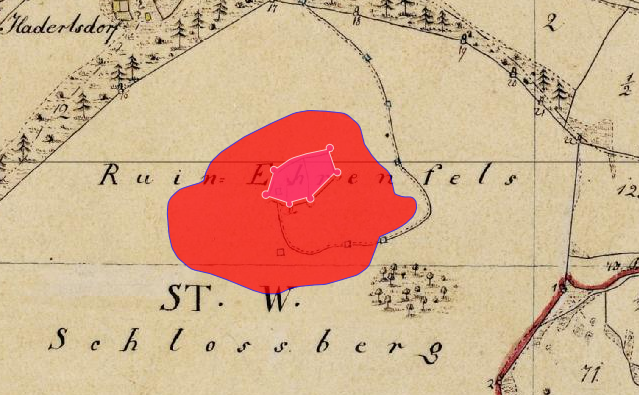
Lageplan der Burg Ehrenfels (Bayern) auf dem Urkataster von Bayern

Die Burgruine der Gipfelburg befindet sich im westlichen Teil der Oberpfalz auf dem Bergkegel des 554,8 m ü. NN hohen Schlossberges, der etwa 150 Meter über das Tal der Schwarzen Laaber aufragt. Sie liegt etwa 1,6 Kilometer westnordwestlich der Pfarrkirche Sankt Peter und Paul in Beratzhausen, oder etwa 25 Kilometer nordwestlich von Regensburg.
In der Nähe der Burgruine Ehrenfels befindet sich in westlicher Richtung eine weitere mittelalterliche Befestigung, der Burgstall Hohe Felsen über dem Tal der Schwarzen Laaber, und auch nordöstlich von Ehrenfels, auf einem von der Schwarzen Laaber umflossenen Geländesporn über der Kohlmühle, liegt eine vermutlich frühmittelalterliche Abschnittsbefestigung.

## Anlage
Auf dem Schlossberg sind heute lediglich noch Wall und Graben, Reste des unregelmäßig polygonal angelegten Bergringes und des Tores, die Ruinen zweier Rundtürme und eines Halbrundturmes sowie Mauer- und Fundamentreste des Wohntraktes der ehemaligen Burg zu sehen.

## Geschichte

### Schenkungsurkunde von 1256
In einer Schenkungsurkunde des Chunrad von Ernfels wird die Burg erstmals urkundlich erwähnt. Er verschenkte sein Gut Dettenhofen und seine Mutter Hatwig ihr Gut Anzenhofer zum Ausgleich für den jährlichen Zehent an das Kloster Pielenhofen. In dieser Urkunde, die sich im Staatsarchiv in Augsburg befindet, werden die Ehrenfelser, die aus den Hohenfelsern hervorgegangen waren, zum ersten Mal urkundlich erwähnt. Noch im 16. Jahrhundert wurden die Ehrenfelser als Gönner und Gründer des 1237 gegründeten zweitältesten Zisterzienserinnenklosters im Bistum Regensburg bezeichnet.
Am 23. August 1335 wird Dietrich von Stauf von Kaiser Ludwig dem Bayern die Burg Ehrenfels verliehen. Dietrich behält sich aber die zur Burg Stauf gehörenden Mannlehen vor und damit blieb der Besitz um Stauf im Eigentum der Familie, während der Hauptsitz nach Ehrenfels verlegt wurde.

### Erbauung
Abseits von alten Siedlungs- und Pfarrmittelpunkten hatten die Ehrenfelser, die anfangs im Dienste der Regensburger Bischöfe standen, ihren Herrschaftsmittelpunkt an der Grenze des Hochstifts Regensburg errichtet. Zum damaligen Zeitpunkt muss dieser Ort für den Standplatz einer Burg geradezu ideal gewesen sein, denn eventuelle Feinde konnten aufgrund der exponierten Lage bereits früh ausgemacht werden. Das besondere Grabensystem der Burg ist heute noch zu erkennen und deutet darauf hin, dass im Süden ursprünglich eine ausgedehnte Vorburg gewesen sein müsste. Ungewöhnlich ist ebenfalls die Zweiteilung der Kernburg, die auch trotz des fortschreitenden Verfalls noch heute unverkennbar ist und die auf eine Erweiterung der ursprünglichen Burganlage im späten Mittelalter zurückgeführt wird.
Am 23. Januar 1492 wurde die Burg Ehrenfels von Herzog Albrecht IV nach achttägiger Belagerung eingenommen und dabei schwer beschädigt. Grund dafür war die maßgebliche Beteiligung der Stauffer zu Ehrenfels am Ritteraufstand des Löwlerbundes.
Im Jahr 1567 wurde die Herrschaft Ehrenfels und somit auch die Burg an Pfalz-Neuburg verkauft, verlor ihre Funktion als Herrschaftsmittelpunkt und ist im Laufe der Jahre immer mehr verfallen. Zum Teil wurde sie sogar als Steinbruch für das nahe gelegene Beratzhausen genutzt.

### Stetiger Verfall
Schon 1914 befürchtete der ehemalige Bürgermeister Beratzhausens, Alois Koller, den Verfall der Burg, denn in seiner „Chronik des Marktes Beratzhausen“ schreibt er: „möchten doch die bemoosten Reste dieser altehrwürdigen Ruine, von schirmender Hand beschützt … und so die Überbleibsel der Burg Ehrenfels noch späteren Generationen als erhabenes Denkmal verkünden, dass hier jahrhundertelang mächtige Geschlechter gehaust“. Doch waren zu Anfang des 20. Jahrhunderts noch Spuren der Pferdeschwemme, Gewölbeanfänge der Sakristei der Burgkapelle St. Michael und ein flacher Torbogen vorhanden, verschwanden im Laufe der Jahre immer mehr Steine. 1982 begann der damalige Orts- und Heimatpfleger mit der Instandsetzung und Sicherung der stark gefährdeten Mauern. Trotz der vielen aufgewendeten Arbeitsstunden konnten die Arbeiten jedoch aus finanziellen Gründen nicht abgeschlossen werden.

### Argula von Stauff
Eng verbunden mit der Burg Ehrenfels ist auch die Reformatorin Argula von Grumbach, geborene Reichsfreiin von Stauff. Sie wurde vermutlich im Jahr 1492 geboren und wuchs auf der Burg Ehrenfels auf. Argula bezog ab 1523 mit ihren Flugblättern Position für Luther. Dabei führte der neuseeländische Theologe Peter Matheson Argulas freimutiges Auftreten auf „den Stolz und das Selbstbewusstsein der Stauffer, die zu den hervorragendsten Familien des bayerischen Hochadels zählten“ zurück.

### Die Stauffer von Ehrenfels und ihre Burg in der Literatur
Doch auch in späteren Jahren, vor allem im 19. Jahrhundert übte die Burgruine eine starke Faszination auf interessante Persönlichkeiten aus. So schrieb 1827 der Historiker und Archivar Max Prokop von Freyberg sein Werk „Die Stauffer von Ehrenfels, theils Geschichte, theils Roman“, verfasste die durch ihren Briefwechsel mit dem ehemaligen Reformminister Graf von Montgelas bekannte Julie von Zerzog einen Beitrag für den historischen Verein Regensburg und der Oberpfalz mit dem Titel „Beratzhausen und die Ruine Ehrenfels im Nordgau“.

### Stauffer Grabsteine
1478 starb Hans von Stauff. Seine wertvolle, von Dombaumeister Roritzer gefertigte Grabplatte, die den Stauffer in gotischer Plattenrüstung zeigt, befand sich im spätgotischen Vorgängerbau der Beratzhauser Pfarrkirche St. Peter und Paul und ist an der Westwand der heutigen Rokokokirche angebracht.